# Billie Dove
Billie Dove (ur. 14 maja 1903, zm. 31 grudnia 1997) – amerykańska modelka i aktorka.

## Filmografia
- 1921: Get-Rich-Quick-Wallingford jako Dorothy Wells
- 1923: Madness of Youth jako Nanette Banning
- 1926: Czarny pirat jako Księżniczka Isobel
- 1929: Jej prywatne życie jako Lady Helen Haden
- 1931: The Lady Who Dared jako Margaret Townsend
- 1932: Blondie of the Follies jako Lottie OR Lurlene

## Wyróżnienia
Posiada swoją gwiazdę na Hollywoodzkiej Alei Gwiazd.